# Lindsey Vuolo
Lindsey Eve Vuolo (Princeton, 19 ottobre 1981) è una modella statunitense, conosciuta per la sua apparizione sulla rivista Playboy come Playmate del mese di novembre 2001.

## Biografia
Vuolo è nata a Princeton, New Jersey, da madre israeliana di religione ebraica e padre italo-americano.
Grazie alle sue generose curve, è apparsa in diversi video di Playboy e per molte "Special Editions" del giornale ed in particolare in Voluptuous Vixens.
È apparsa sul balcone di Playboy al carnevale di New Orleans nel 2003 e 2004, con altre Playmate tra cui Brittany Evans, Teri Marie Harrison e Sandra Hubby.

## Servizi inPlayboyspecial editions
- Playboy's Nude Playmates aprile 2002 - pag. 50–53.
- Playboy's Playmate Review Vol. 18, agosto 2002 - pag. 78–85.
- Playboy's Sexy College Girls agosto 2002 - pag. 80–81.
- Playboy's Voluptuous Vixens Vol. 6, agosto 2002.
- Playboy's Playmates in Bed Vol. 6, agosto 2002 - pag. 62–67.
- Playboy's Barefoot Beauties Vol. 4, gennaio 2003.
- Playboy's Book of Lingerie Vol. 90, marzo 2003.
- Playboy's Nude Playmates aprile 2003 - pag. 62–63.
- Playboy's Voluptuous Vixens Vol. 7, aprile 2003.
- Playboy's Book of Lingerie Vol. 92, luglio 2003.
- Playboy's Playmates in Bed Vol. 7, novembre 2003 - pag. 20–25.
- Playboy's Book of Lingerie Vol. 95, gennaio 2004 - pag. 28–29.
- Playboy's Nude Playmates aprile 2004 - pag. 84–87.
- Playboy's Playmates in Bed Vol. 8, dicembre 2004 - pag. 76–79.

## Filmografia
- Playmates a letto
- Playboy Video Playmate Calendar 2003
- Playmates Unwrapped